# Roodbrauwpeperklauwier
De roodbrauwpeperklauwier (Cyclarhis gujanensis) is een zangvogel uit de familie Vireonidae (vireo's).

## Verspreiding en leefgebied
Deze soort komt wijdverspreid voor in Midden- en Zuid-Amerika en telt 22 ondersoorten:
- C. g. septentrionalis: oostelijk Mexico.
- C. g. flaviventris: zuidoostelijk Mexico (behalve Yucatán), Guatemala en noordelijk Honduras.
- C. g. yucatanensis: Yucatán (zuidoostelijk Mexico).
- C. g. insularis: Cozumel (nabij zuidoostelijk Mexico).
- C. g. nicaraguae: van zuidelijk Mexico tot Nicaragua.
- C. g. subflavescens: Costa Rica en westelijk Panama.
- C. g. perrygoi: het westelijke deel van Centraal-Panama.
- C. g. flavens: oostelijk Panama.
- C. g. coibae: Coiba (nabij zuidwestelijk Panama).
- C. g. cantica: noordelijk en centraal Colombia.
- C. g. flavipectus: noordoostelijk Venezuela en Trinidad.
- C. g. parva: noordoostelijk Colombia en noordelijk Venezuela.
- C. g. gujanensis: van oostelijk Colombia en zuidelijk Venezuela via de Guyana's tot noordoostelijk en centraal Brazilië en oostelijk Peru.
- C. g. cearensis: oostelijk Brazilië.
- C. g. ochrocephala: zuidoostelijk Brazilië, Uruguay, Paraguay en noordoostelijk Argentinië.
- C. g. viridis: Paraguay en noordelijk Argentinië.
- C. g. virenticeps: westelijk Ecuador en noordwestelijk Peru.
- C. g. contrerasi: zuidoostelijk Ecuador en noordelijk Peru.
- C. g. saturata: centraal Peru.
- C. g. pax: het oostelijke deel van Centraal-Bolivia.
- C. g. dorsalis: centraal Bolivia.
- C. g. tarijae: zuidoostelijk Bolivia en noordwestelijk Argentinië.

## Status
De grootte van de populatie is in 2019 geschat op 5-50 miljoen volwassen vogels. Op de Rode Lijst van de IUCN heeft deze soort de status niet bedreigd.